# Exiles (rugby à XIII)
L'équipe des Exiles de rugby à XIII est constituée par une sélection des meilleurs joueurs jouant en Super League et ayant la nationalité d'un pays de l'hémisphère sud (le plus souvent de l'Australie ou de la Nouvelle-Zélande).
Cette équipe se réunit tous les ans depuis 2011 lors de l'International Origin Match contre l'Angleterre.

## Historique des rencontres
| Date           | Exiles | Score | Adversaire |
| -------------- | ------ | ----- | ---------- |
| 10 juin 2011   | Exiles | 16-12 | Angleterre |
| 16 juin 2012   | Exiles | 10-18 | Angleterre |
| 4 juillet 2012 | Exiles | 32-20 | Angleterre |
| 14 juin 2013   | Exiles | 10-30 | Angleterre |

| Nombre de points pour les Exiles | Nombre de victoires pour les Exiles | Nombre de match nul | Nombre de victoires pour l'Angleterre | Nombre de points pour l'Angleterre |
| -------------------------------- | ----------------------------------- | ------------------- | ------------------------------------- | ---------------------------------- |
| 58                               | 2                                   | 0                   | 2                                     | 80                                 |